# Sar Perī
Sar Perī (persiska: سَر پَری, سر پری) är en ort i Iran.   Den ligger i provinsen Kohgiluyeh och Buyer Ahmad, i den centrala delen av landet, 600 km söder om huvudstaden Teheran. Sar Perī ligger 733 meter över havet och antalet invånare är 552.
Terrängen runt Sar Perī är platt åt nordost, men åt sydväst är den kuperad.Runt Sar Perī är det ganska glesbefolkat, med 47 invånare per kvadratkilometer. Närmaste större samhälle är Dehdasht, 4,3 km nordost om Sar Perī. Omgivningarna runt Sar Perī är i huvudsak ett öppet busklandskap.